# Brandi de Xerès

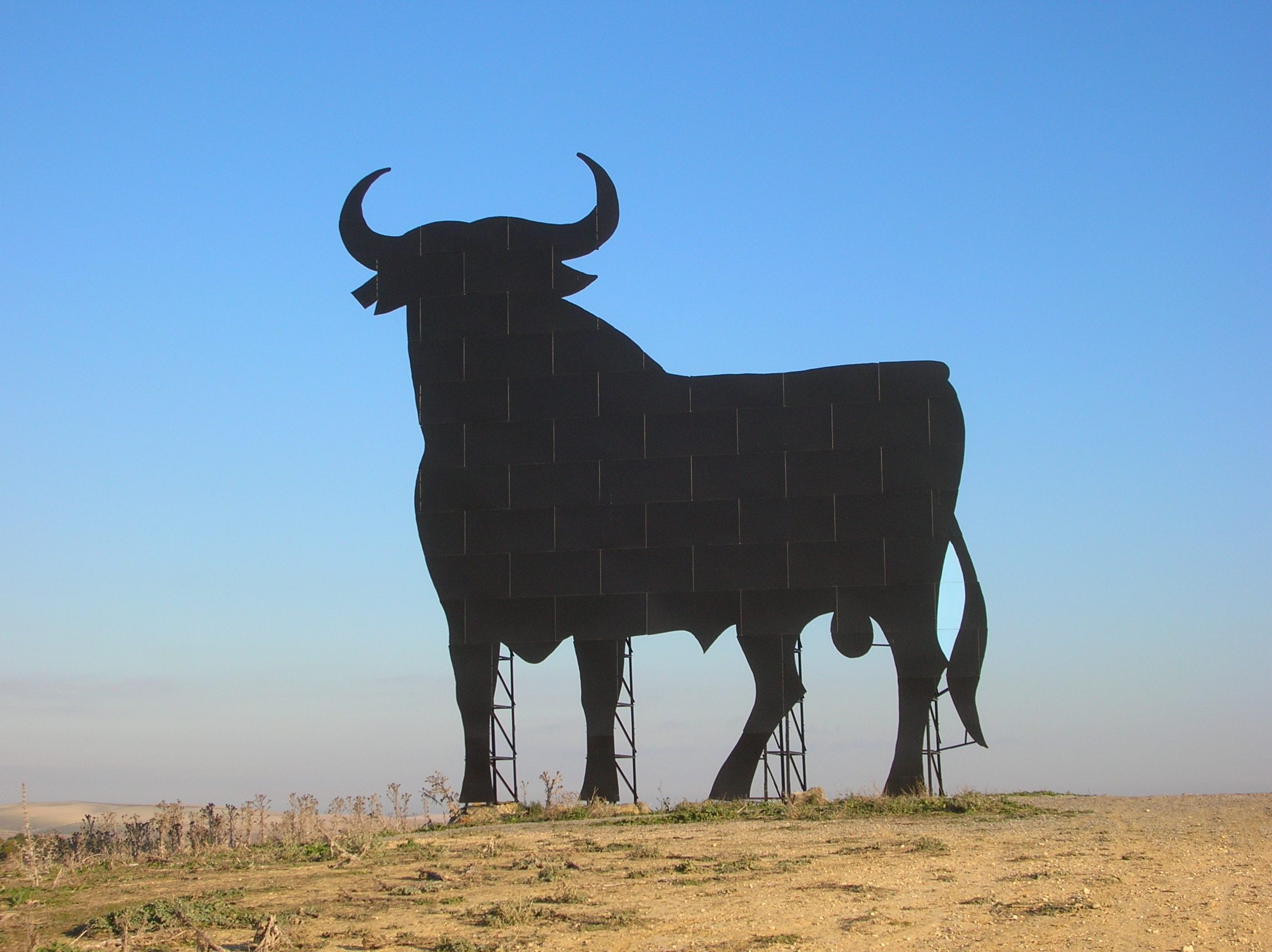
Toro d'Osborne, creat per promocionar el brandi marca Veterano i per excepció permés en anuncis a les carreteres.

El Brandi de Xerès (Brandy de Jerez) és una beguda alcohòlica de brandi amb d'entre 36 i 40 graus d'alcohol. És l'únic brandi fet a Espanya protegit per una denominació d'origen específica. Es produeix en el Marco de Jerez.

## Orígens

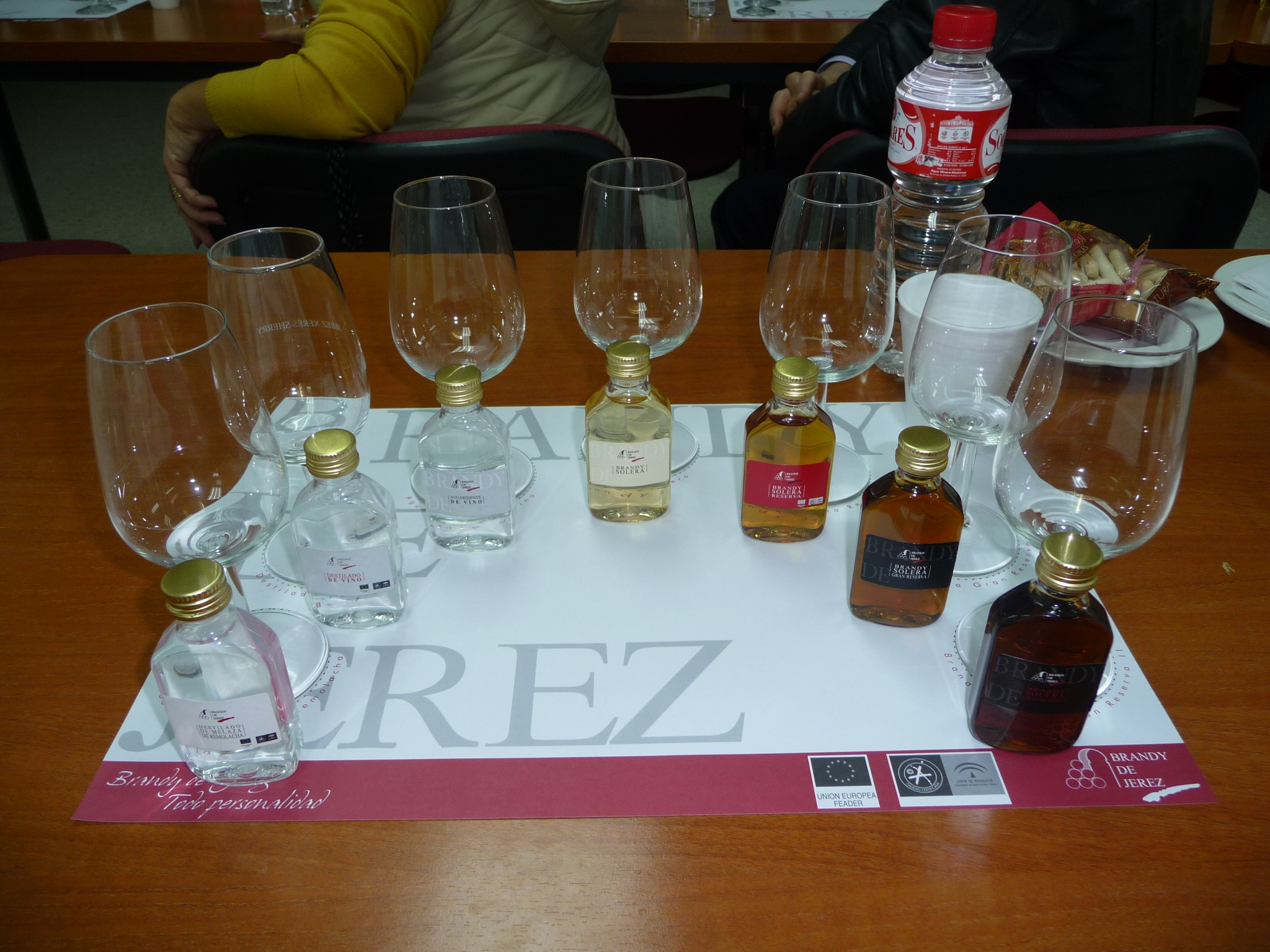
tast de Brandi de Xerès.

Ja al segle xvi es produïa el brandi de Xerès. La construcció de la catedral de Xerès de la Frontera es va sufragar amb un impost especial sobre aquesta beguda alcohòlica.

## Característiques
- El vi utilitzat es fa amb la varietat de raïm Palomino.
- Una vegada destil·lat el vi s'envelleix en bòtes de roure americà a Xerès).
- En aquestes bòtes ha d'haver envellit vi de Jerez durant almenys tres anys i el brandi adquireix característiques organolèptiques diferents segos el tipus de vi envellit abans.
- Sistema de Criaderas i Soleras

## Tipus
- Brandi de Xerès Solera: un any envellint
- Brandi de Xerès de Solera Reserva: tres anys
- Brandi de Xerès Solera Gran Reserva: deu anys